# Анрі Герен
Анрі Герен (фр. Henri Guérin, нар. 27 серпня 1921, Монмірай — пом. 2 квітня 1995, Сен-Кулом) — французький футболіст, що грав на позиції захисника. По завершенні ігрової кар'єри — футбольний тренер.

## Клубна кар'єра
У дорослому футболі дебютував виступами за команду клубу «Тур д'Овернь де Ренн». Протягом 1943—1944 років захищав кольори команди клубу «Ренн Бретань».
Своєю грою за останню команду привернув увагу представників тренерського штабу клубу «Ренн», до складу якого приєднався 1945 року. Відіграв за команду з Ренна наступні шість сезонів своєї ігрової кар'єри.
Згодом з 1951 по 1955 рік грав у складі команд клубів «Стад Франсе» та «Екс».
1955 року повернувся до «Ренна», за який відіграв ще 6 сезонів як граючий тренер. Завершив професійну кар'єру футболіста виступами за команду «Ренн» у 1961 році.

## Виступи за збірну
1948 року дебютував в офіційних матчах у складі національної збірної Франції. Протягом кар'єри у національній команді, яка тривала усього 2 роки, провів у формі головної команди країни 3 матчі.

## Кар'єра тренера
Розпочав тренерську кар'єру, ще продовжуючи грати на полі, 1955 року, очоливши тренерський штаб клубу «Ренн».
Протягом 1961—1962 років очолював команду клубу «Сент-Етьєн».
Останнім місцем тренерської роботи була національна збірна Франції, яку Анрі Герен очолював як головний тренер з 1962 до 1966 року. Очолював національну команду Франції на чемпіонаті світу 1966 року, що прозодив в Англії, де французи програли 2 з 3 ігор при одній нічиїй і вибули з боротьби на груповому етапі.
Помер 2 квітня 1995 року на 74-му році життя у місті Сен-Кулом.